# Per Svensson
Per Oskar „Pelle“ Svensson (* 6. Februar 1943 in Sollefteå; † 17. Dezember 2020 in Sundsvall) war ein schwedischer Ringer und Rechtsanwalt.

## Werdegang
Per Svensson wuchs in Sollefteå auf und begann dort als Jugendlicher mit dem Ringen. Bald errang er auf regionaler Ebene erste Erfolge und wechselte erst zu Heby BK und dann zum AIK Sundsvall, dem Klub des mehrfachen Olympiasiegers aus den 1920er bzw. 1930er Jahren Rudolf Svensson, der auch sein sportliches Vorbild wurde. Mit 19 Jahren wurde der kräftige junge Mann 1962 erstmals schwedischer Meister im griechisch-römischen Stil in der Klasse bis 97 kg Körpergewicht (Halbschwergewicht). Ein Jahr darauf startete er erstmals bei internationalen Wettkämpfen. Obwohl er bereits 1964 eine olympische Silbermedaille gewann, waren die Jahre von 1969 bis 1971 seine erfolgreichsten. Er gewann in diesen Jahren vier internationale Titel, darunter zwei Weltmeisterschaften. Bei den Olympischen Spielen 1968 und 1972 blieb er hingegen ohne Medaillen. Seine härtesten Gegner in seiner Laufbahn waren Nikolai Jakowenko, Ferenc Kiss, Nicolae Martinescu, Rostom Abaschidse und Bojan Radew. Gegen alle diese Ringer siegte er oder kämpfte wenigstens Unentschieden. 1974 beendete er seine Laufbahn als aktiver Ringer. Er widmete sich aber weiterhin dem Ringersport als Funktionär im schwedischen und im Internationalen Ringerverband (FILA), wo er vor allem gegen das Doping kämpfte.
Per Svensson hatte noch als aktiver Sportler ein Jurastudium abgeschlossen. Nach dem Ende seiner Ringerlaufbahn war er als Anwalt tätig. Durch sein Mitwirken in mehreren prominenten Kriminalprozessen wurde er einer der bekanntesten schwedischen Rechtsanwälte.

## Sportliche Erfolge

### Internationale Veranstaltungen
(OS = Olympische Spiele, WM = Weltmeisterschaft, EM = Europameisterschaft, GR = griech.-röm. Stil, HS = Halbschwergewicht, bis 1968 bis 97 kg Körpergewicht, S = Schwergewicht ab 1969, bis 100 kg Körpergewicht)
- 1963, 4. Platz, WM in Helsingborg, GR, HS, mit Siegen über Renato Zanatta, Italien, Aimo Mäenpää, Finnland, Bojan Radew, Bulgarien, einem Unentschieden gegen Herbert Albrecht, DDR und einer Niederlage gegen Rostom Abaschidze, UdSSR;
- 1964, Silbermedaille, OS in Tokio, GR, HS, mit Siegen über Heinz Kiehl, BRD und Peter Jutzeler, Schweiz und Unentschieden gegen Abachidze und Ferenc Kiss, Ungarn;
- 1965, 4. Platz, WM in Tampere, GR, HS, mit Siegen über Veikko Koivumäki, Finnland und Josip Čorak, Jugoslawien und Unentschieden gegen Josef Prenosil, CSSR und Czesław Kwieciński, Polen;
- 1966, 3. Platz, EM in Essen, GR, HS, mit Siegen über Mäenpää, Eugen Wiesberger, Österreich und Stefan Petrow, Bulgarien, Unentschieden gegen Alexei Karmatzki, UdSSR und Heinz Kiehl und einer Niederlage gegen Nicolae Martinescu, Rumänien;
- 1966, 5. Platz, WM in Toledo/USA, GR, HS, mit Siegen über Jutzeler, Gürbüz Lü, Türkei, Unentschieden gegen Ferenc Kiss und einer Niederlage gegen Valeri Anisimow, UdSSR;
- 1967, 3. Platz, EM in Minsk, GR, HS, mit Siegen über Kwieciński und Jutzeler, einem Unentschieden gegen Corak und Niederlagen gegen Ferenc Kiss und Wassili Merkulow, UdSSR;
- 1967, 7. Platz, WM in Bukarest, GR, HS, mit einem Unentschieden gegen Nikolai Jakowenko, UdSSR und Niederlagen gegen Jürgen Klinge, DDR und Bojan Radew;
- 1968, 3. Platz, EM in Västerås, GR, HS, mit Siegen über Tore Hem, Norwegen und Ariel De Diego, Spanien, einem Unentschieden gegen Bojan Radew und einer Niederlage gegen Martinecsu;
- 1968, 4. Platz, OS in Mexiko-Stadt, GR, HS, mit Siegen über Martinescu und Caj Malmberg, Finnland und Unentschieden gegen Tore Hem und Daniel Vernik, Argentinien;
- 1969, 1. Platz, EM in Modena, GR, S, mit Siegen gegen Raymond Schummer, Luxemburg und Määnpää und einem Unentschieden gegen Alfons Hecher, BRD;
- 1970, 1. Platz, EM in Berlin, GR, S, mit Siegen über Gerhard Du Prie, Niederlande, Schummer und Marin Kolew, Bulgarien und Unentschieden gegen Ferenc Kiss und Merkulow;
- 1970, 1. Platz, WM in Edmonton, GR, S, mit Siegen über Giyasettin Yilmaz, Türkei und Vernik, und Unentschieden gegen Yakowenko, Kiss und Waclaw Orlowski, Polen;
- 1971, 1. Platz, WM in Sofia, GR, S, mit Siegen über Kiss, Klinge, Malmberg, Hem, Lorenz Hecher, BRD und Marin Kolew und trotz einer Niederlage gegen Martinescu;
- 1972, 8. Platz, OS in München, GR, S, nach Unentschieden gegen Christo Ignatow, Bulgarien und einer Niederlage gegen Tore Hem

### Nationale Meisterschaften
Per Svensson wurde von 1962 bis 1974 dreizehnmal hintereinander schwedischer Meister in der Halbschwergewichtsklasse (97 kg/100 kg) im griech.-röm. Stil.